# Mitsubishi RVR
 (février 2018).
Si vous disposez d'ouvrages ou d'articles de référence ou si vous connaissez des sites web de qualité traitant du thème abordé ici, merci de compléter l'article en donnant les références utiles à sa vérifiabilité et en les liant à la section « Notes et références ».

Le Mitsubishi RVR est une automobile produite par le constructeur japonais Mitsubishi Motors en trois générations de 1991 à 2002 et depuis 2010. Les deux premières générations sont des monospaces compacts à montants de portes arrière cachés dans les poignées. La troisième le nom au Japon et au Canada du SUV compact Mitsubishi ASX I.  

## Première génération (1991-1997)

### Galerie

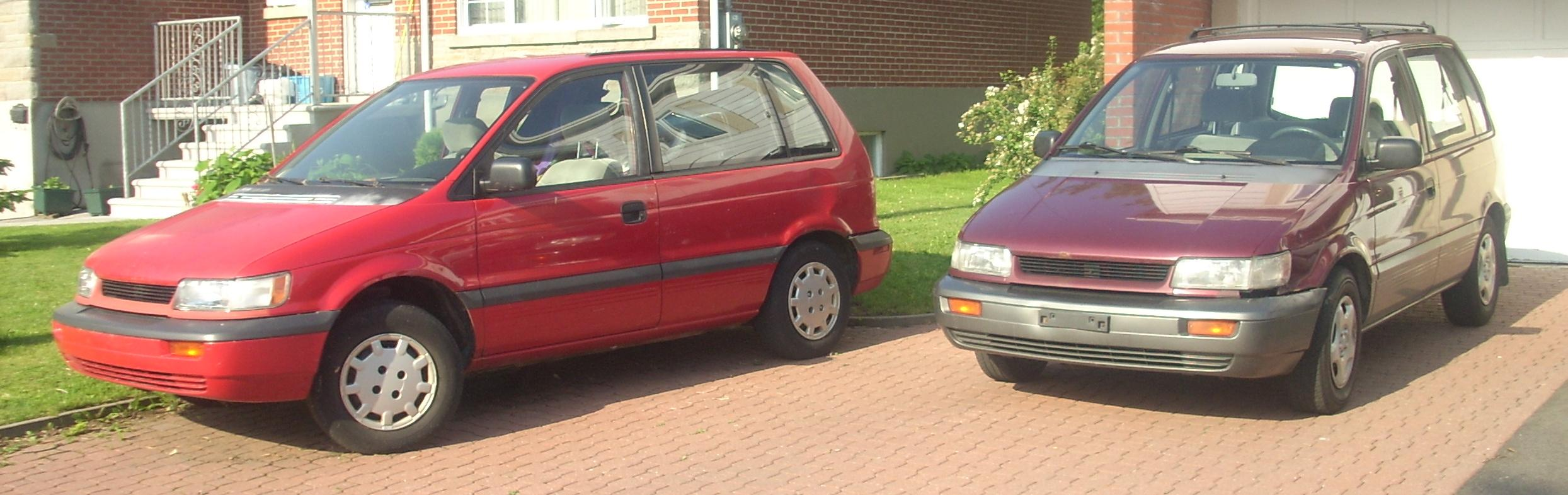
Dodge Colt Wagon
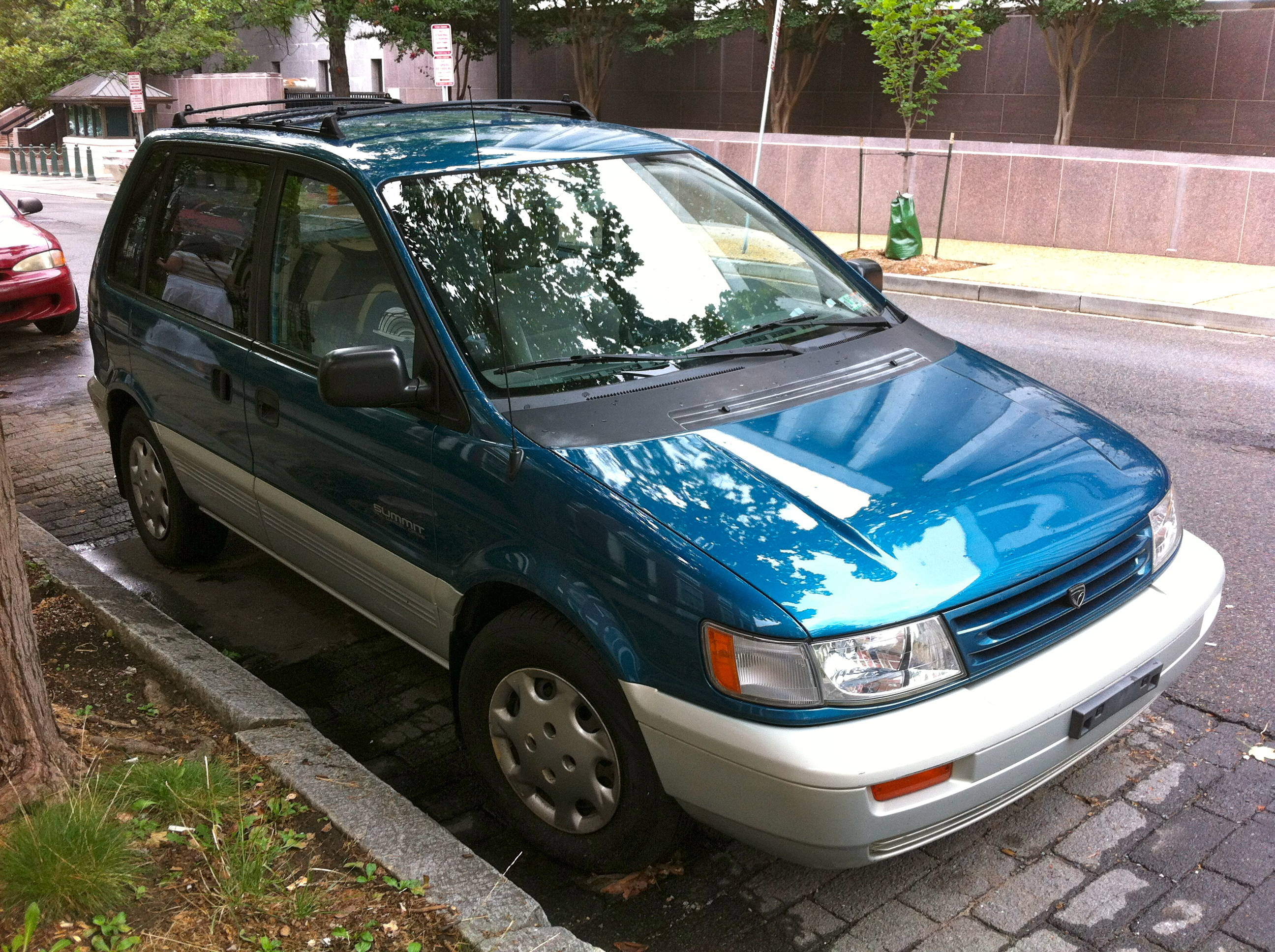
Eagle Summit Wagon
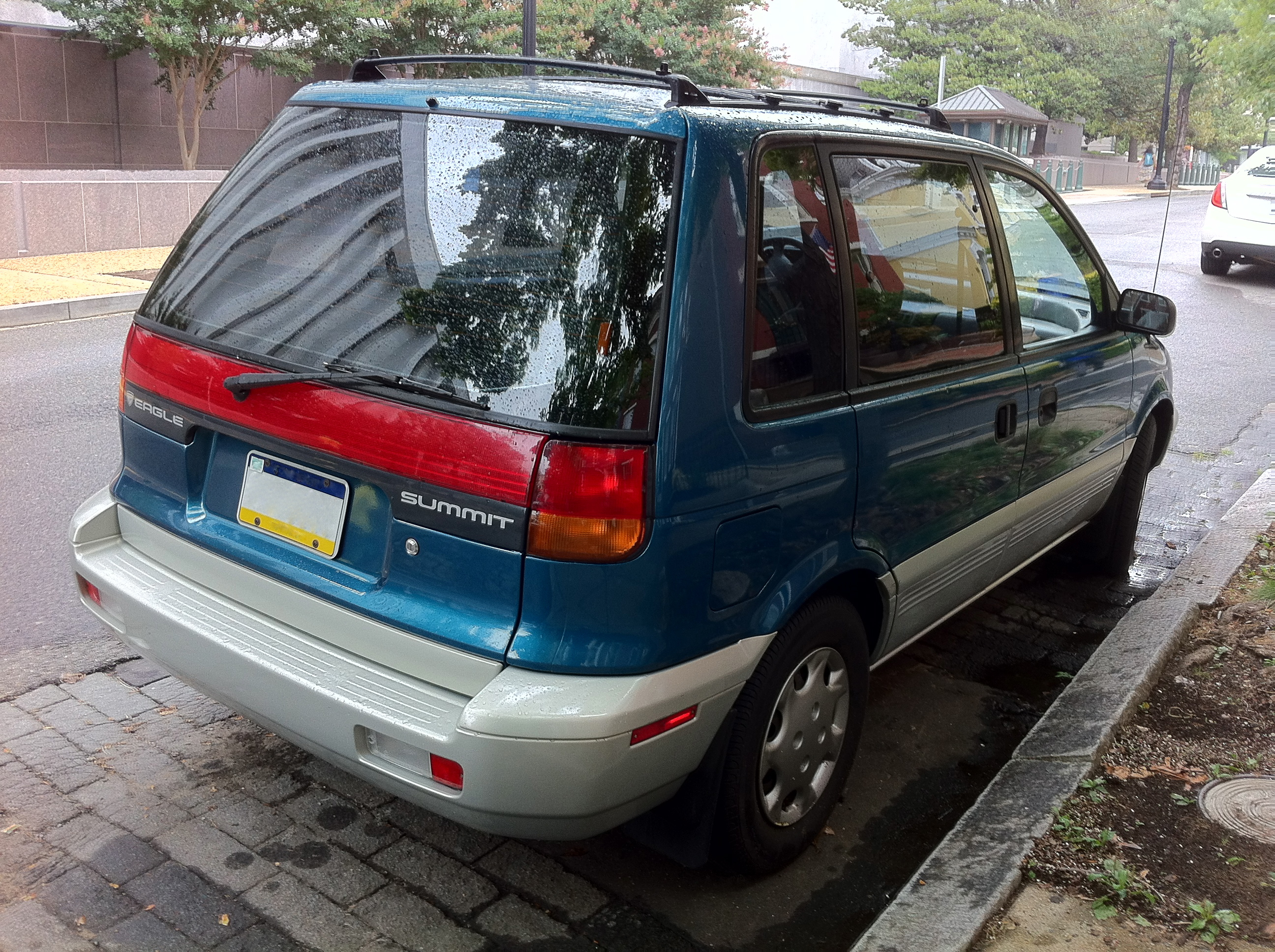
Eagle Summit Wagon
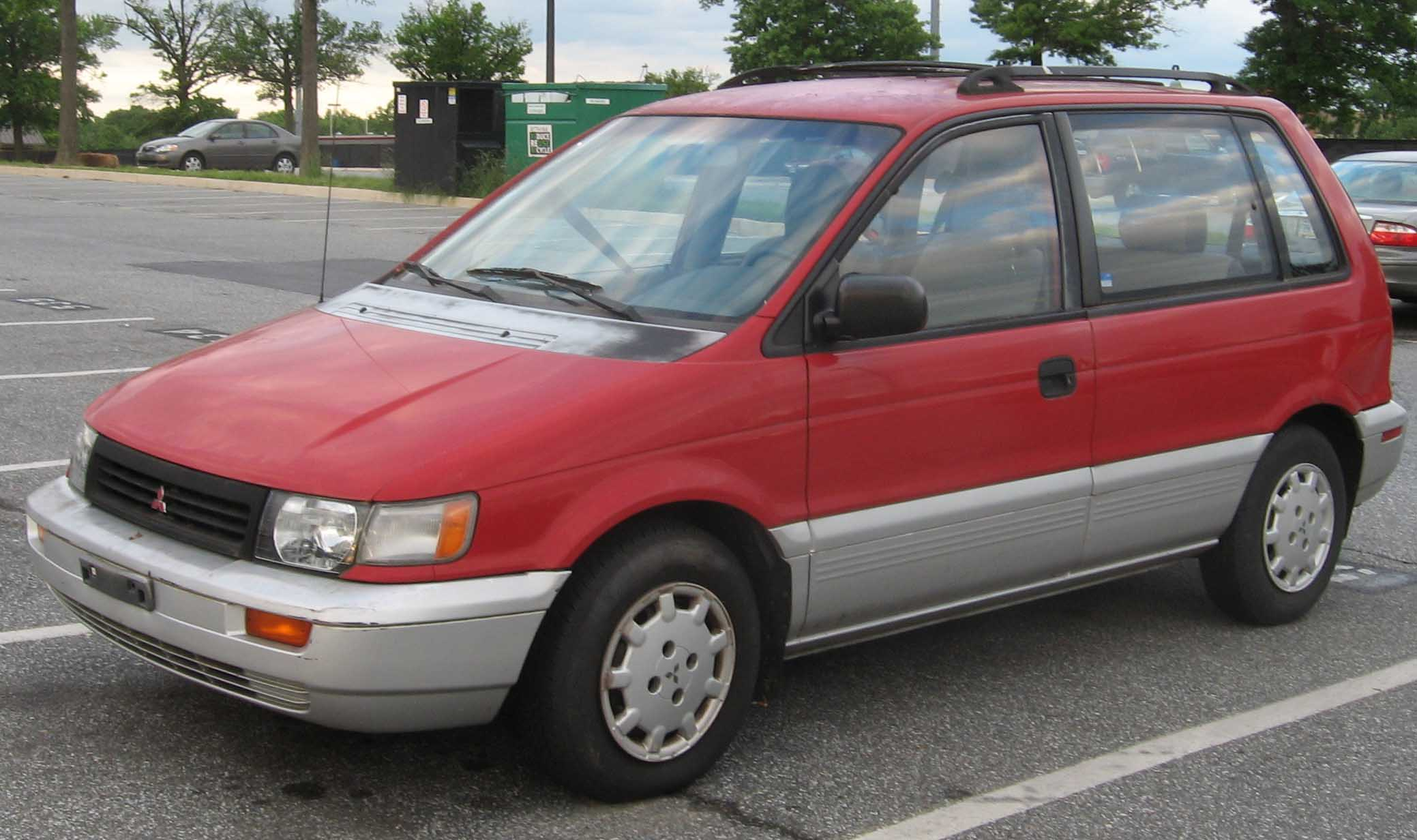
Mitsubishi Expo LRV
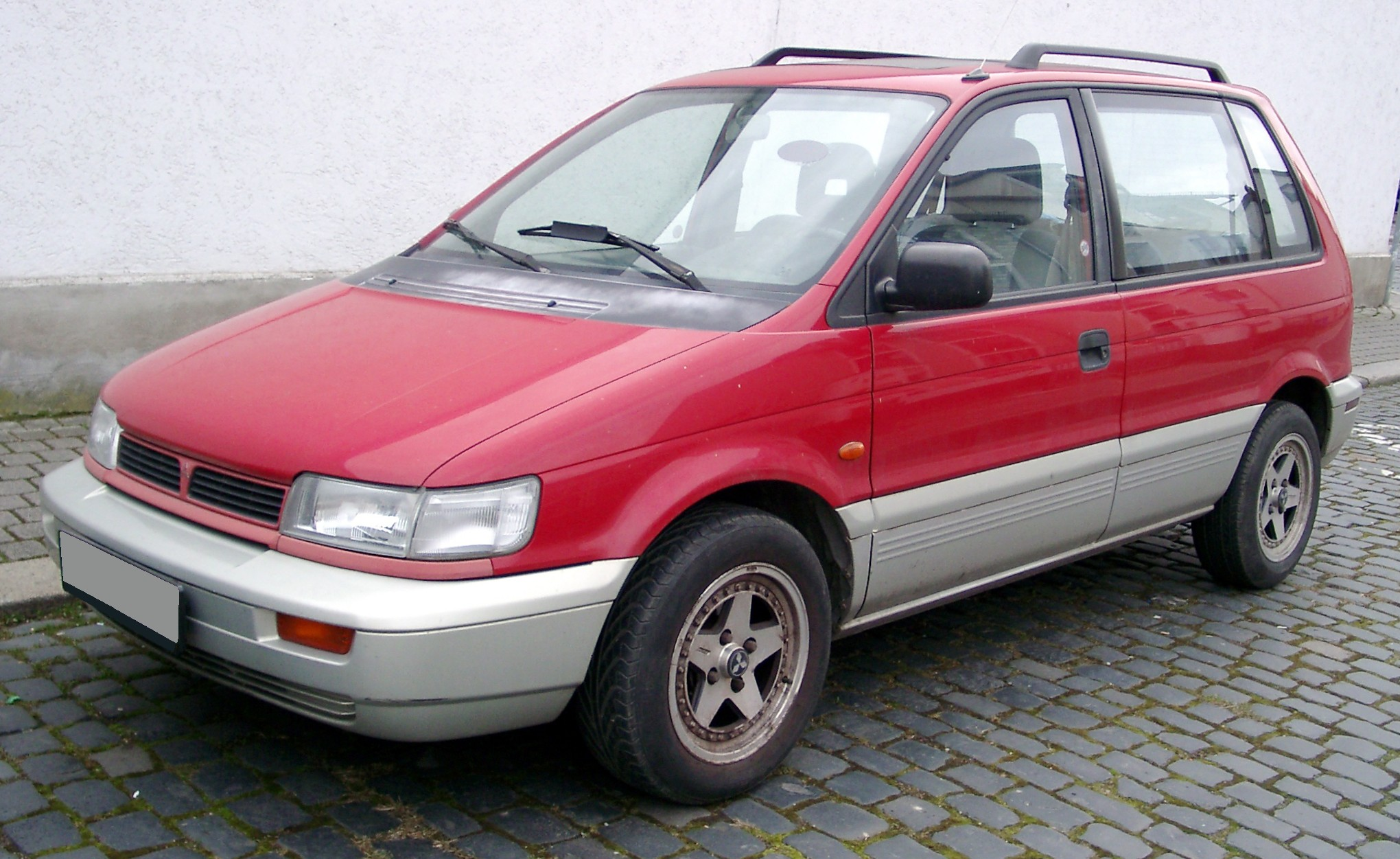
Mitsubishi Space Runner
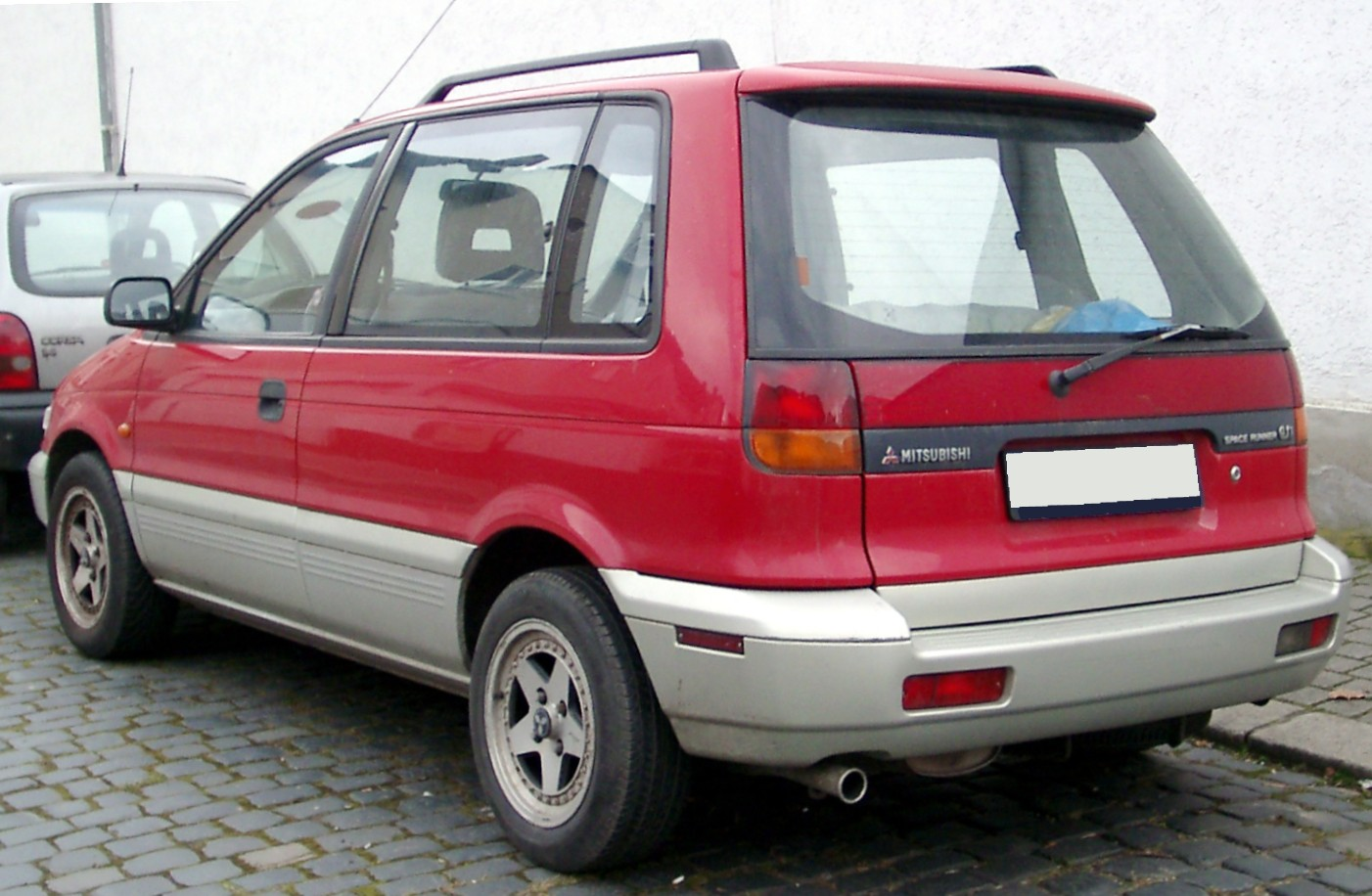
Mitsubishi Space Runner
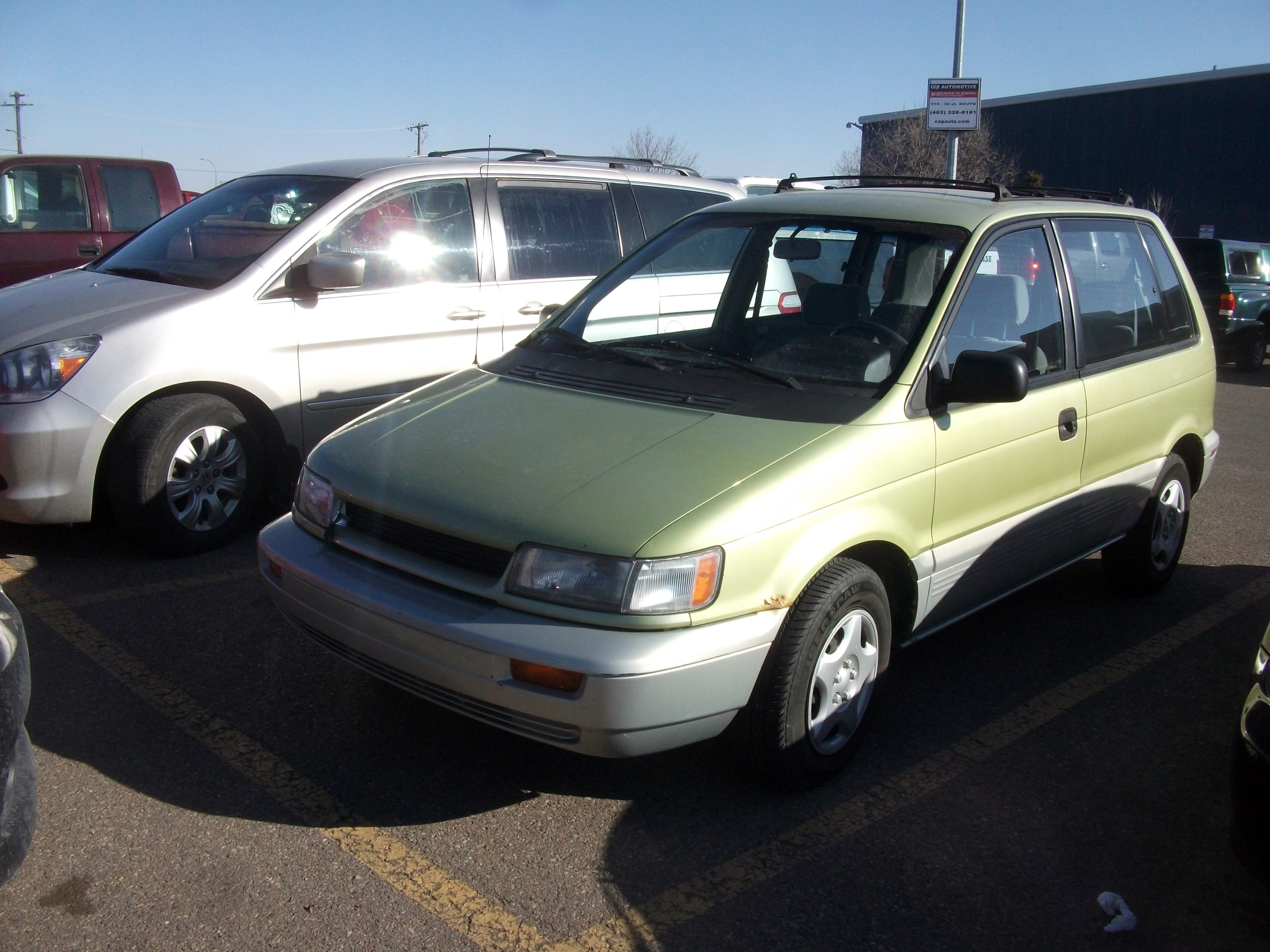
Plymouth Colt Vista
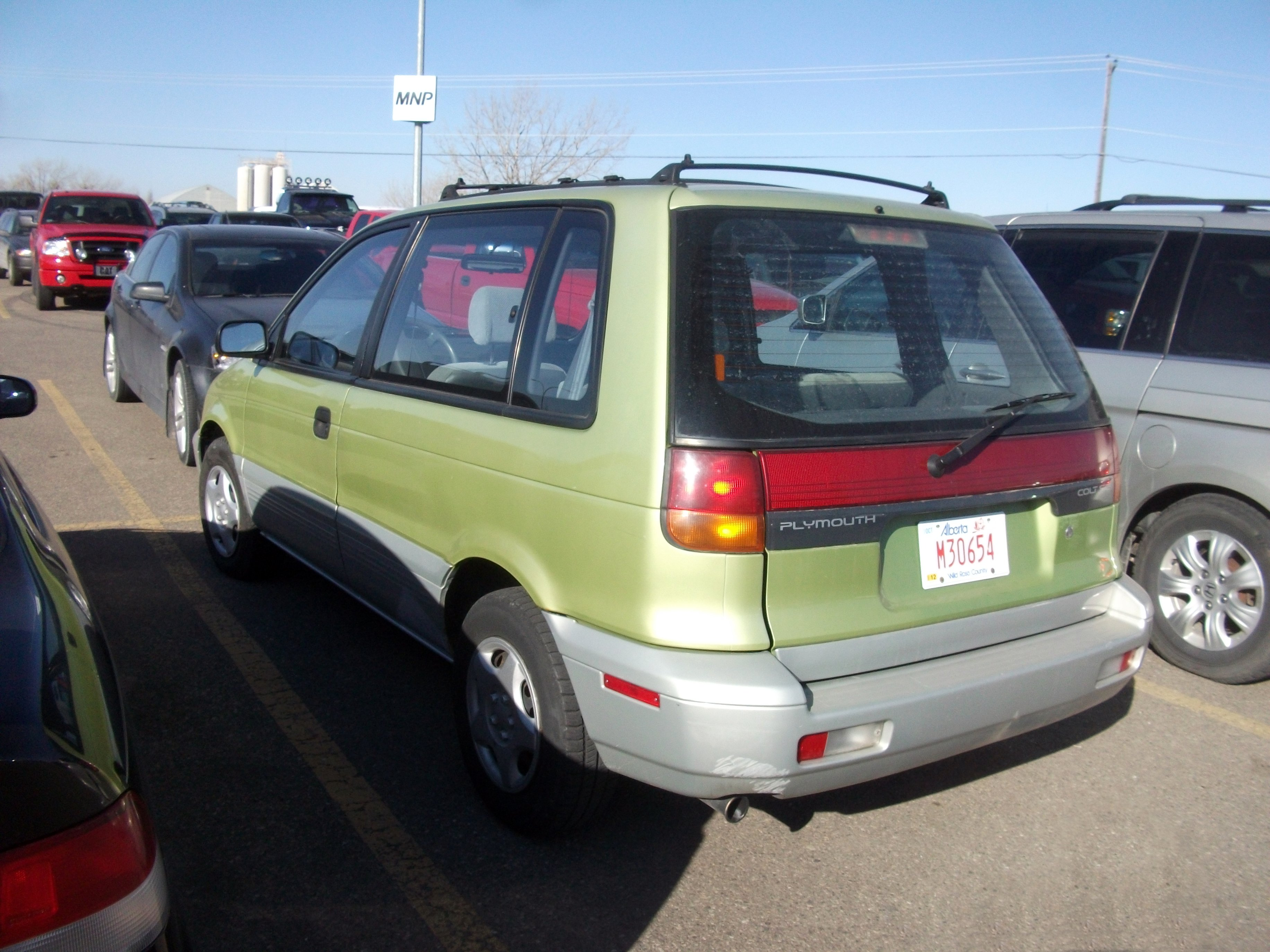
Plymouth Colt Vista

## Seconde génération (1997-2002)

### Galerie

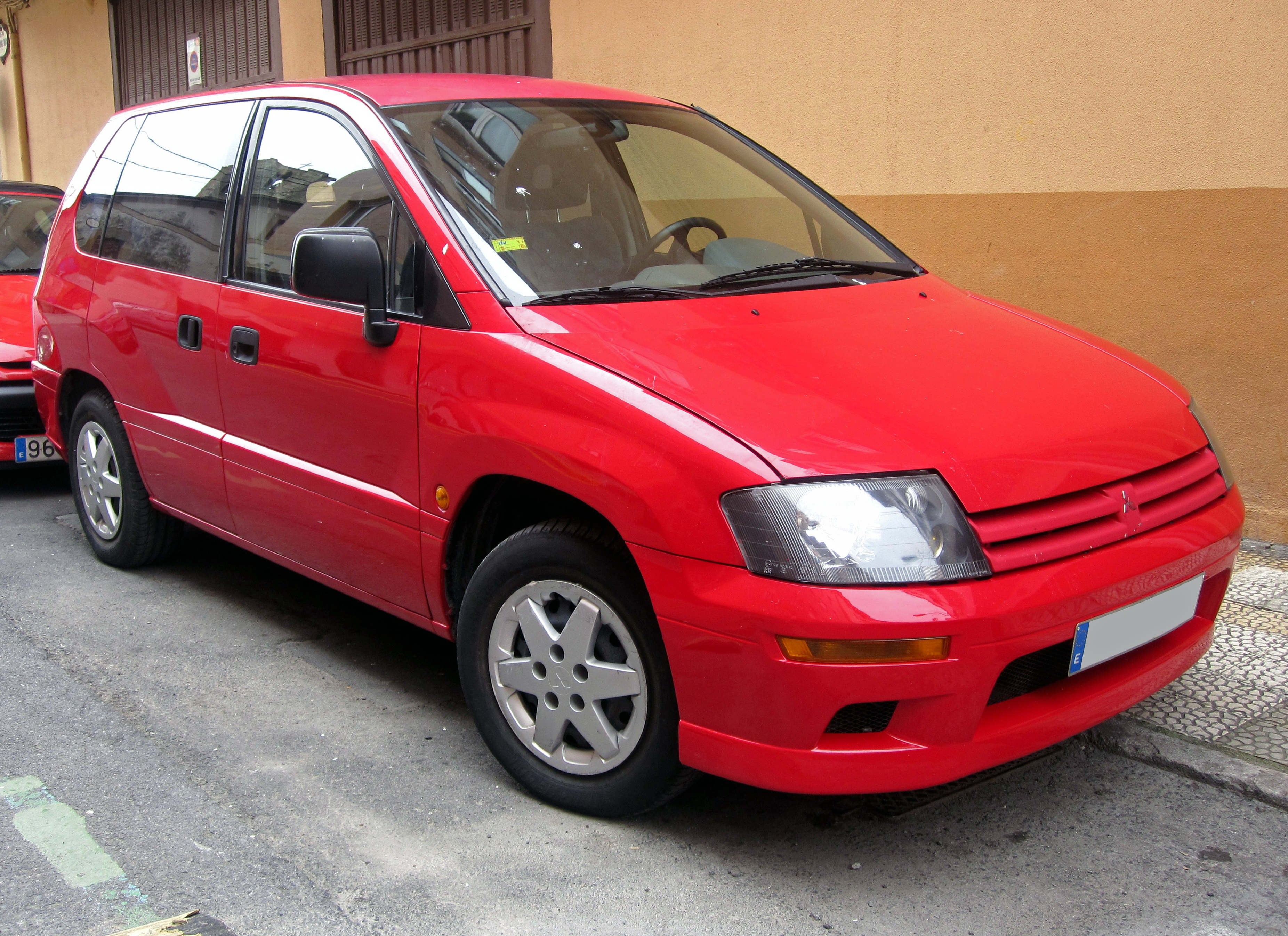
Mitsubishi Space Runner II
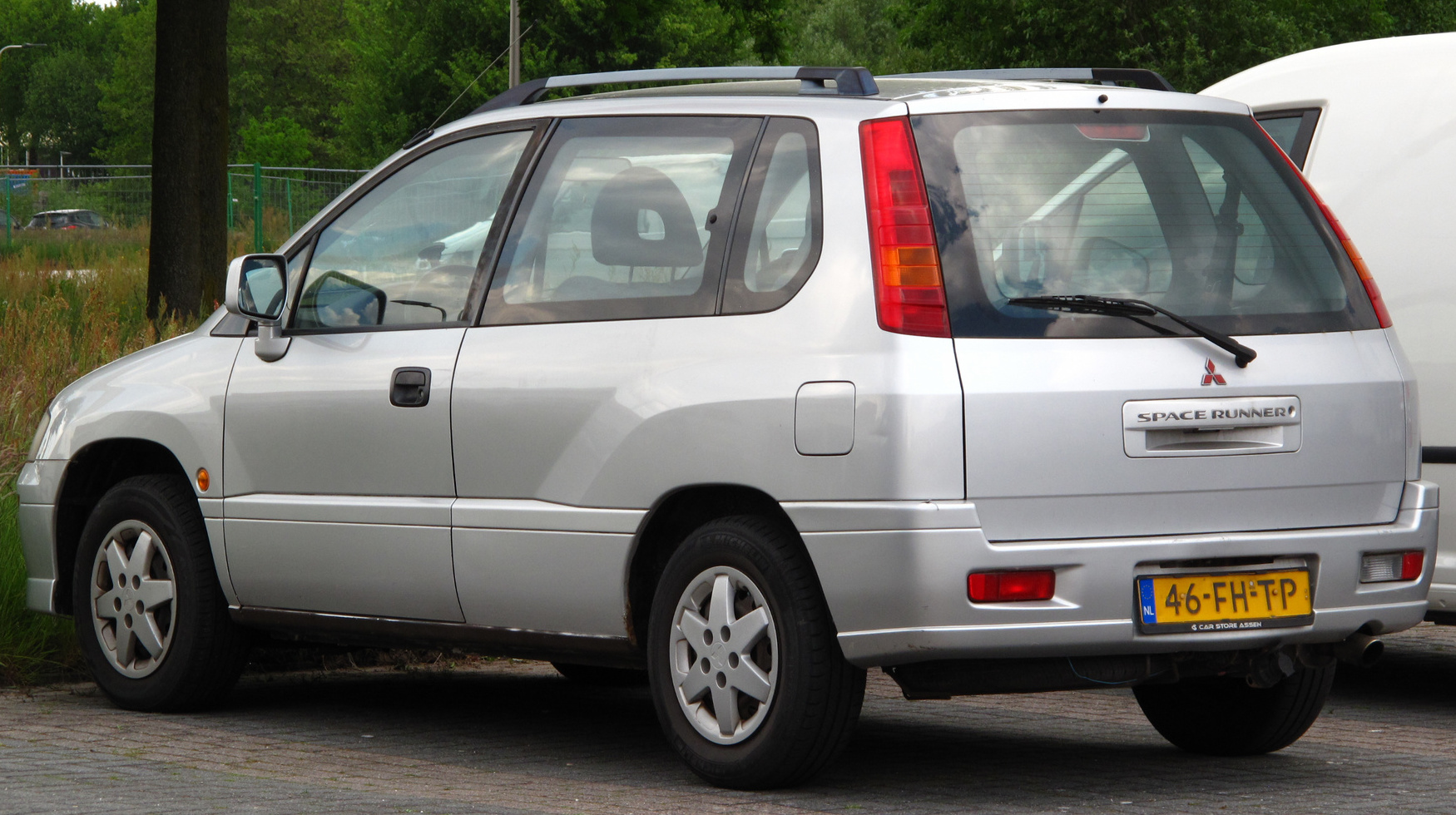
Mitsubishi Space Runner II

## Troisième génération (2010-)
L'appellation Mitsubishi RVR a été relancée en 2010. Il s'agit du nom que porte le Mitsubishi ASX au Japon, au Canada et en Corée du Sud.